# Dyomyx ancea
Dyomyx ancea là một loài bướm đêm trong họ Noctuidae.